# Европейская макросейсмическая шкала
Европейская макросейсмическая шкала (EMS) — основная шкала для оценки сейсмической интенсивности в европейских странах, также используется в ряде стран за пределами Европы. Была принята в 1998 году как обновление тестовой версии 1992 года и носит название EMS-98.
История EMS началась в 1988 году, когда Европейская сейсмологическая комиссия (ЕСК) решила пересмотреть и обновить шкалу Медведева — Шпонхойера — Карника (MSK-64), которая использовалась в своей основной форме в Европе почти четверть века. После более чем пяти лет интенсивных исследований и разработок и четырехлетнего периода тестирования новая шкала была официально выпущена. В 1996 году на XXV Генеральной Ассамблее ЕСК в Рейкьявике была принята резолюция, рекомендующая принять новую шкалу в странах-членах Европейской сейсмологической комиссии.
Европейская макросейсмическая шкала EMS-98 является первой шкалой интенсивности землетрясения, направленной на поощрение сотрудничества между инженерами и сейсмологами, а не для использования сейсмологами в одиночку. Она поставляется с подробным руководством, которое включает в себя принципы, иллюстрации и примеры применения.
В отличие от магнитуды землетрясения, выражающей количество сейсмической энергии, выделившейся в результате землетрясения, EMS-98 определяет, насколько сильно воздействует землетрясение на определенное место. EMS-98 является 12-балльной шкалой.
| Балл. Сила землетрясения    | Краткая характеристика |
| I. Неощутимое               | Не ощущается. Отмечается только сейсмическими приборами. |
| II. Едва ощутимое           | Ощущается только отдельными людьми, находящимися в состоянии полного покоя в верхних этажах зданий, и очень чуткими домашними животными. Отмечается сейсмическими приборами. |
| III. Слабое                 | Ощущается в помещениях некоторыми людьми. Находящиеся в покое в помещении люди ощущают раскачивание или легкое дрожание. |
| IV. Широко наблюдаемое      | Распознаётся по лёгкому дребезжанию и колебанию предметов, посуды и оконных стёкол, скрипу дверей и стен. Внутри здания сотрясение ощущает большинство людей. |
| V. Сильное                  | Большинство ощущает землетрясение внутри здания, снаружи ощущается только некоторыми. Многие спящие просыпаются. Некоторые выбегают на улицу. Строения испытывают легкое сотрясение по всей поверхности. Подвешенные предметы значительно качаются. Стеклянные и фарфоровые изделия стучат друг о друга. Вибрации сильные. Объекты с высоко расположенным центром тяжести падают. Двери и окна открываются и закрываются. |
| VI. Легкие повреждения      | Подавляющее большинство людей ощущает землетрясение внутри здания. Люди напуганы и выбегают прочь из здания. Маленькие предметы падают. Лёгкие повреждения у большинства обычных зданий; например, тонкие трещины в штукатурке, небольшие куски откалываются. |
| VII. Повреждения            | Подавляющее большинство людей напуганы и выбегают из здания. Мебель сдвигается, большинство предметов падает с полок. Многие здания умеренно повреждены: небольшие трещины в стенах; часть дымовых труб обрушивается. |
| VIII. Тяжелые повреждения   | Перевёрнутая мебель. Большинству зданий причинён значительный ущерб: дымовые трубы падают; большие трещины в стенах; некоторые здания могут частично разрушиться. |
| IX. Разрушительное          | Памятники и колонны падают. Многие здания частично разрушены, некоторые - полностью. |
| X. Очень разрушительное     | Большинство зданий полностью разрушены. |
| XI. Опустошительное         | Практически все здания полностью разрушены. |
| XII. Полностью уничтожающее | Практически все наземные и подземные структуры очень сильно повреждены или разрушены. |